# Paul Jungbluth
Paul (Léon Marie) Jungbluth (Vaals, 24 novembre 1949) è un politico olandese. 
Fa parte del partito GreenLeft. È stato un membro della Camera dei rappresentanti dal 2005 al 2006.

## Storia
Nel parlamento Jungbluth lavorava nel settore dell'educazione, cultura e scienza e affari economici. Nel 2005 Jungbluth entra nella Camera dei Rappresentanti, sostituendo Evelien Tonkens. Ha partecipato anche alla ricerca nell'istituto per le scienze sociali applicate dell'Università Radboud di Nimega, dove ha pubblicato sull'istruzione. Nelle elezioni del 2006 non è stato rieletto.